# 安定縣 (太原府)
安定縣，是明代交阯承宣布政使司太原府下轄的一個縣，治所約在今越南太原省定化縣。其境內有念麻山，出產金。

## 沿革
- 永樂五年（1407年）六月癸未置，屬太原直隸州領[3][4]。
- 永樂六年冬十月己卯，陞交阯太原州為太原府[5][6][7][8][9]。
- 永樂十四年五月丙午，設交阯安定縣儒學、僧會司、道會司[10]。
- 永樂十七年九月丙辰，廢太原府司農縣入安定縣[11]。